# Parallelodiplosis
Parallelodiplosis är ett släkte av tvåvingar. Parallelodiplosis ingår i familjen gallmyggor.
Kladogram enligt Catalogue of Life:
| Parallelodiplosis | \| \| Parallelodiplosis abdominalis \| \| \| \| \| \| Parallelodiplosis acernea \| \| \| \| \| \| Parallelodiplosis aprilis \| \| \| \| \| \| Parallelodiplosis autumnalis \| \| \| \| \| \| Parallelodiplosis bimaculata \| \| \| \| \| \| Parallelodiplosis bupleuri \| \| \| \| \| \| Parallelodiplosis carpinicola \| \| \| \| \| \| Parallelodiplosis caryae \| \| \| \| \| \| Parallelodiplosis cattleyae \| \| \| \| \| \| Parallelodiplosis florida \| \| \| \| \| \| Parallelodiplosis galliperda \| \| \| \| \| \| Parallelodiplosis hartmaniae \| \| \| \| \| \| Parallelodiplosis indorensis \| \| \| \| \| \| Parallelodiplosis montana \| \| \| \| \| \| Parallelodiplosis nixoni \| \| \| \| \| \| Parallelodiplosis ramuli \| \| \| \| \| \| Parallelodiplosis rotunda \| \| \| \| \| \| Parallelodiplosis rubrascuta \| \| \| \| \| \| Parallelodiplosis sarae \| \| \| \| \| \| Parallelodiplosis spirae \| \| \| \| \| \| Parallelodiplosis subtruncata \| \| \| \| \| \| Parallelodiplosis tolhurstae \| \| \| \| \| \| Parallelodiplosis triangularis \| \| \| \| |
|                   | \| \| Parallelodiplosis abdominalis \| \| \| \| \| \| Parallelodiplosis acernea \| \| \| \| \| \| Parallelodiplosis aprilis \| \| \| \| \| \| Parallelodiplosis autumnalis \| \| \| \| \| \| Parallelodiplosis bimaculata \| \| \| \| \| \| Parallelodiplosis bupleuri \| \| \| \| \| \| Parallelodiplosis carpinicola \| \| \| \| \| \| Parallelodiplosis caryae \| \| \| \| \| \| Parallelodiplosis cattleyae \| \| \| \| \| \| Parallelodiplosis florida \| \| \| \| \| \| Parallelodiplosis galliperda \| \| \| \| \| \| Parallelodiplosis hartmaniae \| \| \| \| \| \| Parallelodiplosis indorensis \| \| \| \| \| \| Parallelodiplosis montana \| \| \| \| \| \| Parallelodiplosis nixoni \| \| \| \| \| \| Parallelodiplosis ramuli \| \| \| \| \| \| Parallelodiplosis rotunda \| \| \| \| \| \| Parallelodiplosis rubrascuta \| \| \| \| \| \| Parallelodiplosis sarae \| \| \| \| \| \| Parallelodiplosis spirae \| \| \| \| \| \| Parallelodiplosis subtruncata \| \| \| \| \| \| Parallelodiplosis tolhurstae \| \| \| \| \| \| Parallelodiplosis triangularis \| \| \| \| |
|                   | Parallelodiplosis abdominalis |
|                   | |
|                   | Parallelodiplosis acernea |
|                   | |
|                   | Parallelodiplosis aprilis |
|                   | |
|                   | Parallelodiplosis autumnalis |
|                   | |
|                   | Parallelodiplosis bimaculata |
|                   | |
|                   | Parallelodiplosis bupleuri |
|                   | |
|                   | Parallelodiplosis carpinicola |
|                   | |
|                   | Parallelodiplosis caryae |
|                   | |
|                   | Parallelodiplosis cattleyae |
|                   | |
|                   | Parallelodiplosis florida |
|                   | |
|                   | Parallelodiplosis galliperda |
|                   | |
|                   | Parallelodiplosis hartmaniae |
|                   | |
|                   | Parallelodiplosis indorensis |
|                   | |
|                   | Parallelodiplosis montana |
|                   | |
|                   | Parallelodiplosis nixoni |
|                   | |
|                   | Parallelodiplosis ramuli |
|                   | |
|                   | Parallelodiplosis rotunda |
|                   | |
|                   | Parallelodiplosis rubrascuta |
|                   | |
|                   | Parallelodiplosis sarae |
|                   | |
|                   | Parallelodiplosis spirae |
|                   | |
|                   | Parallelodiplosis subtruncata |
|                   | |
|                   | Parallelodiplosis tolhurstae |
|                   | |
|                   | Parallelodiplosis triangularis |
|                   | |